# بلمكوت
بلمكوت أو البرقوق المهجن أو المشمش المهجن (بالإنجليزية: Plumcots)‏ هي فاكهة تنتج من عملية تهجين تحصل بين ثمرتي المشمش والبرقوق، ويتميز هذا النوع بلون قشرته الفاتح من الخارج وبلون الجزء الصالح للأكل باللون الأحمر الغامق. يحتوي البلمكوت على نسبة عالية من الكاروتين.